# 緑のカプセルの謎
『緑のカプセルの謎』（みどりのカプセルのなぞ、原題：The Problem of the Green Capsule）は、アメリカの推理作家ジョン・ディクスン・カーによる推理小説。副題は「心理学的殺人事件」(Being the psychologist's murder case)。発表は1939年。ギディオン・フェル博士ものの長編第10作目にあたり、カーの代表作の1つである。

## あらすじ
9月19日、ロンドン警視庁犯罪捜査部のエリオット警部は、公務で出張していたナポリからロンドンに戻る前の空いた時間を利用して、ポンペイの廃墟を訪れた。そこで彼は、6月17日にバースに近いソドベリー・クロスという村の煙草店兼菓子店で、チョコレート・ボンボンにストリキニーネが混入され、それを食べた子供たちの1人が死亡する事件があったということを話す一行に遭遇する。その一行はソドベリー・クロスで桃栽培を営む実業家で資産家のマーカス・チェズニーと彼の家族と友人たちであった。それから半月後の10月3日、エリオット警部はソドベリー・クロス毒殺事件の捜査に派遣される。
事件が起きた当初は煙草店兼菓子店の経営者、ミセス・テリーが毒入りのチョコレート・ボンボンを販売したと村中から非難を浴びたが、それも2日ほどで落ち着き、誰かが故意に人を殺すために毒入りのチョコレート・ボンボンを商品に混ぜたと皆が考えるようになった。そして、マーカス・チェズニーの姪のマージョリー・ウィルズが捜査線上に浮かんだ。マージョリーはお気に入りの子供、フランキーにチョコレート・ボンボンを買いにやらせ、さらにフランキーが買ってきたチョコレート・ボンボンの色が頼んだ種類と違うからと別の種類に交換しに行かせていた。そしてフランキーは、釣り銭のお駄賃で買ったチョコレート・ボンボンに入れられていた毒にあたって死んだのだ。 
地元警察のボストウィック警視は、マージョリーがフランキーの買ってきたチョコレート・ボンボンを毒の入ったものとすり替えて交換しに行かせたと考えた。しかし、マージョリーを逮捕する十分な証拠がなく、また彼女には今まで悪い評判は何ひとつないことから、地区警察本部長のクロウ少佐は逮捕には慎重であった。そこへマーカスの弟で医師のジョー・チェズニーから、マーカスの青酸による毒死の一報がもたらされる。
その夜、犯罪研究を趣味としているマーカスは、ミセス・テリーの店での毒殺事件のトリック、つまり毒入りのチョコレート・ボンボンがどうやってすり替えられたかについて、家族と友人を集めて心理学の実験を行っていた。マーカスの実験は、いかに人間の観察力があてにならないものであるかを実証するのが目的だった。実験は夜中の12時近くに事務室と折れ戸をはさんで隣の音楽室で行われた。音楽室からマージョリーとマーカスの友人のイングラム教授、マージョリーの婚約者のジョージ・ハーディングの3人が、開かれた折れ戸を通して事務室で行われる寸劇を見て、終了後に3人に観察力を試す質問に答えることになっていた。
12時ちょうどに寸劇は始まった。マーカスが事務室の折れ戸を全開にしてから事務室の机に座った。その後、事務室のフランス窓が開いて表の芝生からシルクハットにレインコートを着た男がサングラスとマフラーで顔を隠して入ってきて、ポケットから小さな厚紙の箱を取り出して、中に入っていた緑色のカプセルをマーカスに無理やり飲ませて立ち去った。そのカプセルを飲んだマーカスは死んだ振りをしてしばらく机に突っ伏したが、すぐに笑いながら立ち上がって折れ戸を閉めて寸劇は終わった。
マーカスが再び折れ戸を開き、3人にシルクハットとサングラスの男はチェズニー家の果樹園の責任者であるウィルバー・エメットで、計画を手伝ってもらったと告げた。しかし、エメットを捜しにマーカスがフランス窓から飛び出すと、芝生にシルクハットやマフラーなどの変装道具が放り出してあった。そして木の向こう側に火かき棒で殴られて瀕死のエメットが気絶していた。シルクハットとサングラスの男はエメットではなかったのだ。さらに、具合が悪くなったマーカスが事務室に駆け込むと、部屋中にアーモンドのにおいを漂わせて息を引き取った。
マーカスの死因は青酸による中毒死で、緑色のカプセルに入れられていたのだった。ところが、エリオット警部たちの事情聴取で寸劇を終始見ていたはずの3人の証言がかなり食い違っていた。その後、徐々に情勢はマージョリーに不利になってゆき、ボストウィック警視は今にも彼女を逮捕すべきだと主張する。そして、彼女に恋してしまったエリオット警部は、バースに湯治に来ていたギディオン・フェル博士に助力を求める。警察の一行にフェル博士が加わり、マーカスの指示で寸劇を撮影していたハーディングのフィルムを映写すると、そこには意外な事実が映し出されていた。 

## 主な登場人物
マーカス・チェズニー
桃栽培の実業家
マージョリー・ウィルズ
マーカスの姪
ドクター・ジョゼフ（ジョー）・チェズニー
マーカスの弟。医師
ウィルバー・エメット
チェズニー家の果樹園の責任者
ジョージ・ハーディング
化学者。マージョリーの婚約者
ギルバート・イングラム教授
マーカスの友人
ミセス・テリー
煙草店兼菓子店の経営者
クロウ少佐
地区警察本部長
ボストウィック
警視
アンドルー・マッカンドルー・エリオット
ロンドン警視庁犯罪捜査部警部
ギディオン・フェル博士
探偵
パメラ、リーナ
チェズニー家のメイド

## 作品の評価
- 松田道弘は「新カー問答 - ディクスン・カーのマニエリスム的世界」[1]の中で、カーの作品を第1位のグループ6作品の2番目に挙げている[注 3]。